# NGC 6367
NGC 6367 is een spiraalvormig sterrenstelsel in het sterrenbeeld Hercules. Het hemelobject werd op 5 juli 1880 ontdekt door de Franse astronoom Édouard Jean-Marie Stephan.

## Synoniemen
- MCG 6-38-20
- ZWG 198.41
- NPM1G +37.0555
- PGC 60251